# Szécsen Sándor
Temerini gróf Szécsen Sándor (1740. március 18. – 1813. február 27.) valóságos belső titkos tanácsos, a Szent István-rend kiskeresztese, Kőrös vármegye főispánja.

## Élete
A horvát származású Szécsen családba született. 1763. június 21-én testvérével, Mátyással együtt címeres nemeslevelet kaptak Mária Teréziától. Sándor valóságos belső titkos tanácsos lett, majd a magyar királyi udvari kamara elnöke. Eztuán Kőrös vármegye főispáni székébe ülhetett bele, majd a Szent István-rend kiskeresztjével is kitüntették. 1811. július 5-én I. Ferenctől grófi címet kapott. Fiai közül Károly az alezredesi rangig vitte a hadseregnél, Adolf huszárkapitány, Miklós pedig titkos tanácsos, kamaraelnök és Zsófia főhercegasszony főudvarmestere lett.

## Munkája
- Dictio Exc. ae Ill. A. Sz. dum Exc. ac Ill. Dnum Josephum Teleki de Szék i. comit. Ugochensis supremum comitem in munus s. regni coronae conservatoris die 8. mensis octobris 1795. Budae introduceret. Pestini, 1795.